# Euryglossula
Euryglossula is een geslacht van vliesvleugelige insecten uit de familie Colletidae.

## Soorten
- E. carnarvonensis Exley, 1968
- E. chalcosoma (Cockerell, 1913)
- E. deserti Exley, 1968
- E. flava Exley, 1968
- E. fultoni (Cockerell, 1913)
- E. microdonta (Rayment, 1934)
- E. variepicta Exley, 1969